# Хронологија ДФЈ и КПЈ 1945.
Хронолошки преглед важнијих догађаја везаних за друштвено-политичка дешавања у Демократској Федеративној Југославији (ДФЈ) (касније Федеративна Народна Република Југославија — ФНРЈ), деловање Комунистичке партије Југославије (КПЈ), Радничког покрета Југославије, као и општа политичка, друштвена, спортска и културна дешавања која су се догодила у току 1945. године.
Напомена: Преглед догађаја се бави само политичким догађајима, док су војна и ратна дешавања, која су се одвијала до 15. маја, представљена у чланку — Хронологија Народноослободилачке борбе 1945.
| Јануар Фебруар Март Април Мај Јун Јул Август Септембар Октобар Новембар Децембар |

## Јануар

#### 1. јануар
- Наредбом Врховног команданта НОВ и ПОЈ маршала Јосипа Броза Тита формиране су у оквиру Народноослободилачке војске Југославије Прва, Друга и Трећа армија.[1]

#### 2. јануар
- У Новом Саду, од 2. до 5. јануара одржана Прва покрајинска конференција Антифашистичког фронта жена Војводине, којој је присуствовало 650 делегата. На крају рада Конференције изабран је Покрајински одбор АФЖ-а и постављени су задаци за будући рад.[1]

#### 11. јануар
- Краљ Петар II Карађорђевић одржао састанак са представницима политичких странака у емиграцији на коме је испитивана могућност стварања нове Владе, након чега је издат Проглас о одбацивању Београдског споразума од 2. новембра 1944. године. Одбијање прихватања споразума, од стране комунистичких влати у земљи је било окарактерисано као „дворски пуч”, након чега су широм земље биле организоване демонстрације против краљеве одлуке.[2][3]

#### 23. јануар
- У Београду, од 23. до 25. јануара, одржана Прва земаљска конференција Јединствених синдиката радника и намештеника Југославије (ЈСРНЈ). На Конференцији је изабран Главни одбор организације — председник Ђуро Салај и секретар Радоје Дакић.[4]

#### 28. јануар
- У Београду, од 28. до 29. јануара, одржан скуп активисткиња Антифашистичког фронта жена Србије на ком је изабран Главни одбор АФЖ Србије, од 98 чланова. Председништво Главног одбора АФЖ Србије сачињавале су — Ружа Прибићевић, председница; Спасенија Цана Бабовић, прва потпредседница; Мара Миљковић, друга потпредседница; Разуменка Петровић и Јелена Поповић, секретари.[5]

#### 29. јануар
- У Лондону краљ Петар II Карађорђевић донео Указ којим је сву краљевску власт пренео на Регентски савет (намесништво) до решења Уставотворне скупштине о коначном уређењу Југославије, чиме је формално признат Београдски споразум, постигнут између Тита и Шубашића. Након дугог оклевања, краљ је тек 2. марта потписао Указ о формирању Намесништва, након чега је 7. марта формирана Привремена влада ДФЈ.[6][7]

## Фебруар

#### 3. фебруар
- Председништво АВНОЈ-а донело одлуку о неважности свих правних прописа донетих од стране окупатора и њихових помагача за време окупације Југославије, о неважности одлука које су за то време донете, о укидању правних прописа који су били на снази за време непријатељске окупације, као и одлуку о установљењу надлежности јавног тужиоце ДФЈ и одлуку о оснивању Врховног суда ДФЈ.[6]

#### 8. фебруар
- Одлуком Врховног штаба НОВ и ПОЈ уведена је Војна управа на Косову и Метохији, како би се сломио отпор албанских побуњеника, што је и учињено током марта и априла. Војна управа укинута је у јулу исте године, а на њеном челу налазили су се — Саво Дрљевић, командант и Ђуро Меденица, политички комесар.[8][9]

#### 16. фебруар
- У Београд из Лондона допутовали председник Избегличке владе др Иван Шубашић и чланови Владе — Сава Косановић, Јурај Шутеј и Драго Марушич.[10]

#### 21. фебруар
- У Београд допутовао Врховни командант савезничких снага на Средоземљу фелдмаршал Харолд Александер, који је до 24. фебруара водио разговоре са Врховним командантом НОВ и ПОЈ маршалом Јосипом Брозом Титом о усаглашавању савезничких операција са операцијама НОВЈ.[10]

| Јануар Фебруар Март Април Мај Јун Јул Август Септембар Октобар Новембар Децембар |

## Март

#### 1. март
- Указом маршала Југославије Јосипа Броза Тита Народноослободилачка војска и партизански одреди Југославије (НОВ и ПОЈ) реорганизовани у Југословенску армију (ЈА), а Морнарица НОВЈ у Југословенску морнарицу. Истим указом Врховни штаб НОВ и НОЈ је реорганизован и преименован у Генералштаб ЈА, као непосредни орган Повереништва народне одбране Националног комитета ослобођења Југославије (НКОЈ).[11][12]

#### 2. март
- Краљ Петар II Карађорђевић, под притиском Влада Велике Британије и САД, именовао је три члана Регентског савета (намесништво), на који је 20. јануара пренео своју власт — Срђан Будисављевић, Анте Мандић и Душан Сернец.[13]

#### 5. март
- У Београду Јосип Броз Тито поднео Председништву АВНОЈ-а оставку на место председника Националног комитета ослобођења Југославије (НКОЈ). Овим је у складу са договором „Тито-Шубашић“ престао да постоји НКОЈ, а његови чланови су укључени у Привремену владу ДФЈ, која је формирана 7. марта.[13]
- У Београду др Иван Шубашић поднео Регентском савету оставку на место председника Владе Краљевине Југославије у егзилу. Овим је у складу са договором „Тито-Шубашић“ престала да постоји Влада у егзилу, а њени чланови су укључени у Привремену владу ДФЈ, која је формирана 7. марта. Регентски савет поверио мандат за стварање нове владе маршалу Југославије Јосипу Брозу Титу.[13]

#### 7. март
- У Београду формирана Привремена влада Демократске Федеративне Југославије у коју су укључени чланови НКОЈ-а и Владе у егзилу. Ова Влада постојала је до 1. децембра када је, после избора за Уставотворну скупштину формирана нова Влада.[13]

#### 9. март
- Привремена влада ДФЈ донела „Декларацију“ којом се обавезала да ће настави борбу против окупатора, да ће поштовати одлуке Другог заседања АВНОЈ-а, да ће по ослобођењу земље спровести изборе за Уставотворну скупштину и др. Исто вече ову Декларацију је на Радио Београду прочитао председник Владе Јосип Броз Тито.Регентски савет поверио мандат за стварање нове владе маршалу Југославије Јосипу Брозу Титу.

#### 13. март
- У Приштини албански националиста Хаки Таха извршио атентат у коме је убијен Миладин Поповић (1910—1945), секретар Обласног комитета КПЈ за Косово и Метохију.[14][15]

#### 24. март
- У Београду потписан споразум између Привремене владе ДФЈ и делегације Уједињених народа за помоћ и обнову (енгл. United Nations Relief and Rehabilitation Administration - UNRRA). Споразум је предвиђао снабдевање Југославије храном, лековима, обућом, одећом, као и добрима и стручњацима за помоћ у обнови пољопривреде, индустрије и саобраћаја.[16]

#### 25. март
- У Новом Пазару, 25. и 26. марта одржана седница Антифашистичког већа народног ослобођења Санџака (АВНОС) на којој је одлучено да се прибојски, милешевски, златарски, сјенички, дежевски и штавички срез припоје Федералној Држави Србији, а да се пљеваљски и бјелопољски срез припоје Федералној Држави Црној Гори. На истој седници одлучено је да се АВНО Санџака распусти, а да се његови већници, из срезова који су припали Србији, образују скупштину и изаберу Извршни одбор.[17]

#### 27. март
- У Београду на Позоришном тргу, поводом четврте годишњице догађаја од 27. марта, одржан митинг на ком је учествовало око 250.000 људи. Са балкона зграде Народног позоришта окупљенима се обратио и маршал Југославије Јосип Броз Тито.[16]

| Јануар Фебруар Март Април Мај Јун Јул Август Септембар Октобар Новембар Децембар |

## Април

#### 5. април
- Председник Привремене владе ДФЈ Јосип Броз Тито отпутовао у прву званичну посету Совјетском Савезу, у којој је боравио до 17. априла. Заједно са Титом у Совјетском Савезу боравила је југословенска делегација у саставу — Иван Шубашић, Милован Ђилас, Никола Петровић, Бане Андрејев и Рудолф Приморац.[18][19]

#### 6. април
- У Новом Саду на седници Главног народноослободилачког одбора Војводине расправљано о положају Војводине у новој Демократској Федеративној Југославији (ДФЈ). Том приликом чланови Главног НОО Војводине су се једногласно изјаснили за улазак Војводине као аутономне покрајине у састав Федералне Дражве Србије. На истој седници изабрани су делегати за Антифашистичку скупштину народног ослобођења Србије.[18]

#### 7. април
- У Београду, од 7. до 9. априла одржано заседање Антифашистичке скупштине народног ослобођења Србије (АСНОС) на коме је АСНОС преименован у Народну скупштину Србије. За председника Председништва Народне скупштине изабран је Синиша Станковић, дотадашњи председник АСНОС-а. Такође, на овом заседању је и донета Резолуција којом је прихваћена одлука народа Санџака, Војводине, Косова и Метохије о припајању Федералној Држави Србији.[20]

#### 9. април
- У Београду на седници Народне скупштине Србије оформирана Народна влада Федералне Државе Србије, за чијег председника је изабран др Благоје Нешковић.[20]

#### 11. април
- У Москви маршал Јосип Броз Тито и маршал Јосиф Стаљин потписали „Уговор о пријатељству и послератној сарадњи Југославије и Совјетског Савеза“, који је совјетска влада једнострано раскинула 28. септембра 1949. године.[20]

#### 14. април
- У Сплиту на седници Председништва ЗАВНОХ-а формирана Народна влада Федералне Државе Хрватске, за чијег председника је изабран др Владимир Бакарић.[21]
- У Скопљу, од 14. до 16. априла одржано Треће заседање Антифашистичког собрања народног ослобођења Македоније (мкд. Антифашистичко Собрание на Народното Ослободување на Македонија - АСНОМ) на ком је АСНОМ преименован у Народно собрање Македоније (мкд. Народното Собрание на Македонија). За председника Председништва Народног собрања изабран је Методије Андонов Ченто, дотадашњи председник АСНОМ-а.

#### 15. април
- На Цетињу, од 15. до 17. априла одржано Четврто заседање Црногорске антифашистичке скупштине народног ослобођења (ЦАСНО) на ком је ЦАСНО преименован у Народну скупштину Црне Горе. На заседању је донета одлука о укључивању пљеваљског и бијелопољског среза у састав Црне Горе. За председника Председништва Народне скупштине изабран је др Нико Миљанић, дотадашњи председник ЦАСНО.[21]

#### 16. април
- У Скопљу Председништво Народног собрања Македоније именовало Народну владу Демократске Федералне Македоније, за чијег председника је изабран Лазар Колишевски.[21]

#### 19. април
- У Цетињу на седници Народне скупштине Црне Горе донета одлука о формирању Народне владе Федералне Дражве Црне Горе, за чијег председника је именован Блажо Јовановић.[21]

#### 26. април
- У Сарајеву од 26. до 28. априла одржано Треће заседање Земаљског антифашистичког већа народног ослобођења Босне и Херцеговине (ЗАВНОБиХ) на ком је ЗАВНОБиХ преименован у Народну скупштину Босне и Херцеговине. За председника Председништва Народне скупштине изабран је др Војислав Кецмановић Ђедо, дотадашњи председник ЗАВНОБиХ.[22]

#### 28. април
- У Сарајеву на седници Народне скупштине Босне и Херцеговине донета одлука о формирању Народне владе Федералне Државе Босне и Херцеговине, за чијег председника је именован Родољуб Чолаковић.[22]
- Привремена влада ДФЈ донела одлуку о признању независних држава Сирије, Либана, Бугарске и Албаније и успоствљања дипломатских односа са њима.

| Јануар Фебруар Март Април Мај Јун Јул Август Септембар Октобар Новембар Децембар |

## Мај

#### 1. мај
- У Београду на Теразијама, поводом прославе Празника рада одржана прва војна парада припадника Југословенске армије (ЈА), на којој је учествовало око 1.500 војника. Истог дана одржане су и војне параде у Крагујевцу, Новом Саду, Нишу, Сплиту, Скопљу и Сарајеву.

#### 5. мај
- У Ајдовшчини одржана седница Председништва Словеначког народноослободилачког већа на коме је именована Народна влада Федералне Државе Словеније, за чијег председника је именован Борис Кидрич. Поред припадника КП Словеније у ову владу су ушли и представници Словенске људске странке (СЛС) и Хришћанских социјалиста Словеније (КСС).[23]

#### 8. мај
- Јединице Унске оперативне групе дивизија ЈА после тродневних борби против немачких и усташко-домобранских снага ослободиле Загреб.[24]
- У Берлину немачки фелдмаршал Вилхелм Кајтел потписивао акта о безусловној и коначној капитулацији немачких оружаних снага. Овим чином завршен је Други светски рат у Европи, али су немачке трупе у Југославији, потпомогнуте домаћим издајницима, наставиле да пружају отпор Југословенској армији све до 15. маја.[25]
- У Београду, од 8. до 12. маја, одржана Шеста покрајинска конференција КПЈ за Србију, која је одлуком ЦК КП Југославије претворена у Први оснивачки конгрес Комунистичке партије Србије (КПС). На крају Конгреса изабран је Централни комитет од 43 члана, а на његовој првој седници одржаној 12. маја, изабран је Политбиро на чијем челу су се налазили — Благоје Нешковић, политички и Јован Веселинов, организациони секретар.[26]

#### 9. мај
- Јединице Петнаесте и Осамнаеста словеначка и 29. херцеговачке дивизије у јутарњим часовима ушле у Љубљану.[27]
- Привремена влада ДФЈ донела „Указ о проглашењу 9. маја за Дан победе“. Законом о државним празницима из 1952. за Дан победе проглашен је 15. мај, а Законом из 1965. поново је враћен 9. мај.[28]

#### 15. мај
- Заробљењем окупаторско-квислиншке групе, јачине око 30.000 војника, у рејону Црна-Межица, у Корушкој, коју су извеле јединице Треће армије ЈА завршена је Народноослободилачка борба народа Југославије.[25]

#### 21. мај
- Маршал Јосип Броз Тито, од 21. до 25. маја боравио у ослобођеном Загребу, где је 21. маја говорио на великом народном митингу, а 25. маја прославио 53. рођендан. Сутрадан 26. маја на путу за Љубљану, свратио је у родно село Кумровец.[29][30]

#### 24. мај
- У вези регулисања имовинских питања у Југославији, Председништво АВНОЈ-а донело неколико закона — Закон о одузимању ратне добити стечене за време окупације, Закон о поступку с имовином коју су сопственици морали напустити у току окупације и имовином која им је одузета од стране окупатора и његових помагача и Закон о заштити народних добара и њиховом управљању.[31]

## Јун

#### 6. јун
- У Загребу Војни суд Друге армије ЈА, због велеиздаје и ратног злочина, осудио на смрт групу истакнутих усташких функционера, међу којима су били — др Миле Будак, Јурај Рукавина, др Никола Мандић и др.[32]

#### 9. јун
- У Београду потписан тзв. „Други београдски споразум“ између представника Уједињеног Краљевства и САД, с једне и Југославије, с друге стране, којим је Јулијска крајина подељена на две окупационе зоне - „А“ и „Б“, које су одвојене „Моргановом линијом“. Зона „А“ стављена је под савезничку војну управу, а зона „Б“ припала је југословенској војној управи.[33]

#### 17. јун
- У Београду, од 17. до 19. јуна, одржан Први конгрес Антифашистичког фронта жена Југославије (АФЖЈ), коме је присуствовало око 1.500 делегата из целе земље. На Конгресу су реферате поднеле Митра Митровић и Вида Томшич, а на крају Конгреса изабран је Централни и Извршни одбор. За председницу Централног одбора изабрана је Спасенија Цана Бабовић, а за потпредседницу Ката Пејновић.[33]

#### 26. јун
- У Сан Франциску представник Југославије, заједно са представницима још 49 земаља, потписао Повељу о оснивању Организације уједињених нација (ОУН), која је ступила на снагу 24. октобра исте године.[34]

| Јануар Фебруар Март Април Мај Јун Јул Август Септембар Октобар Новембар Децембар |

## Јул

#### 8. јул
- У Београду, од 8. до 15. јула, одржан Први конгрес Антифашистичке омладине Балкана коме су присуствовале делегације антифашистичке омладине Албаније, Бугарске, Грчке, Југославије и Румуније. На Конгресу је поднето неколико реферата, а на крају је донета Резолуција и упућен Проглас омладини Балкана.[35]

#### 15. јул
- У Љубљани, 15. и 16. јула, одржан Први конгрес Ослободилачког фронта Словеније (словен. Osvobodilna fronta Slovenije) на коме је дошло до измена организационог облика ове организације, која је августа исте године постала део Народног фронта Југославије. За председника Извршног одбора организације изабран је Јосип Видмар, за потпредседнике Едвард Кардељ, Јосип Рус и Едвард Коцбек, а за секретара Борис Кидрич.[35]

#### 24. јул
- У Загребу, 24. и 25. јула, одржано Четврто заседање Земаљског антифашистичког већа народног ослобођења Хрватске (ЗАВНОХ) на ком је ЗАВНОХ променио назив у Хрватски народни сабор. Функцију председника Председништва Народног сабора преузео је дотадашњи председник ЗАВНОХ песник Владимир Назор. На овој седници формирана је нова Влада Федералне Хрватске у коју су ушли и представници опозиције, док је  председник Владе и даље остао Владимир Бакарић.[36]

## Август

#### 5. август
- У Београду, од 5. до 7. августа, одржан Први конгрес Народног фронта Југославије (НФЈ), коме је присуствовало 1.186 делегата из читаве земље. На Конгресу је усвојен Статут организације, на основу кога је организацији промењен назив из дотадашњег Јединственог народноослободилачког фронта (ЈНОФ) у Народни фронт Југославије (НФЈ). На крају Конгреса изабран је Савезни одбор, Секретаријат, Извршни одбор, шест потпредседника и председник организације — Јосип Броз Тито.[37]

#### 7. август
- У Београду, од 7. до 10. августа, одржано Треће заседање Антифашистичког већа народног ослобођења Југославије (АВНОЈ), на коме је АВНОЈ потврдио све одлуке које је Председништво АВНОЈ-а донело између Другог и Трећег заседања. У току заседања, АВНОЈ је 10. августа променио назив у Привремена народна скупштина ДФЈ и изабрао Председништво и одборе.[37]

#### 19. август
- Милан Грол, са образложењем „да се не поштује принцип демократије и слободе говора“, поднео оставку на место потпредседника Привремене владе ДФЈ.[38]

#### 31. август
- Председништво Привремене народне скупштине ДФЈ издало Указ којим су избори за Уставотворну скупштину расписани за 11. новембар.[38]

| Јануар Фебруар Март Април Мај Јун Јул Август Септембар Октобар Новембар Децембар |

## Септембар

#### 1. септембар
- Народна скупштина Србије донела је Закон о установљењу и устројству Аутономне Покрајине Војводине и установљењу и устројству Аутономне Косовско-метохијске области. Истим законом извршена је и административна подела уже Србије на 13 округа и подручје града Београда.[38]

#### 12. септембар
- У Нови Сад, у оквиру колонизације Војводине, стигла прва група колониста — око 900 људи, жена и деце из околине Купреса, који су настањени у војвођанским селима.[39]

## Октобар

#### 8. октобар
- др Иван Шубашић и др Јурај Шутеј поднели оставке на место министра иностраних послова, односно место министра без портфеља у Привременој влади ДФЈ.[39]

#### 21. октобар
- Маршал Тито боравио у посети Крагујевцу, где је присуствовао четвртој годишњици крагујевачког масакра из 1941. године.[40]

#### 25. октобар
- У листу „Борба“ објављен чланак Јосипа Броза Тита у којем се осуђује тзв. „Пастирско писмо“, које су 20. септембра потписали сви бискупи на челу са надбискупом Алојзијем Степинцем. У чланку је наглашено да „писмо“ својом садржином потврђује да су његови иницијатори непријатељски расположени према Новој Југославији.[41][40]

#### 26. октобар
- Привремена народна скупштина ДФЈ усвојила неколико закона, међу којима су — Закон о допуни Закона о избору народних посланика за Уставотворну скупштину, Закон о изменама и допунама Закона о радничким повереницима, Закон о седмогодишњем основном школовању и др.[41]

| Јануар Фебруар Март Април Мај Јун Јул Август Септембар Октобар Новембар Децембар |

## Новембар

#### 11. новембар
- На територији читаве Југославије одржани избори за Уставотворну скупштину ДФЈ. Пошто су се политичке партије груписане у тзв. „Удружење опозиционих странака“ одлучиле на бојкот избора, на изборима је учествовала само листа Народног фронта Југославије, чији носилац је био Јосип Броз Тито. Према резултатима Савезне изборне комисије, објављеним 23. новембра, од 8.383.455 гласача на изборе је изашло 7.432.469 (88,66%). Листа Народног фронта добила је 6.725.047 (90,48%), а „кутија без листе“ 707.422 (9,52%) гласова.[41]
- На територији Босне и Херцеговине, упоредо са одржавањем избори за Уставотворну скупштину ДФЈ, одржани су избори за Уставотворну скупштину Босне и Херцеговине. На овим изборима листа Народног фронта БиХ добила је 1.059.839 (93,84%), а кутија без листе 69.031 (6,16%) гласова.[41]

#### 29. новембар
- У Београду одржано Прво заседање Уставотворне скупштине ДФЈ, на коме је усвојена „Декларација о проглашењу Федеративне Народне Републике Југославије“ (ФНРЈ), којом је Југославија престала да буде монархија и постала федерална република.[41]

## Децембар

#### 1. децембар
- Одржана је седница Уставотворне скупштине на којој је изабрано Председништво Уставотворне скупштине на челу са др Иваном Рибаром, дотадашњим председником АВНОЈ-а, односно Привремене скупштине ДФЈ. На истој седници Јосип Броз Тито је образложио поднео оставку Привремене владе ДФЈ, која је прихваљена након чега је изгласано поверење прелазној Влади ФНРЈ.[41]

| Јануар Фебруар Март Април Мај Јун Јул Август Септембар Октобар Новембар Децембар |